# 2-7-2

Схематичное изображение колёс паровоза типа 2-7-2

Тип 2-7-2 — паровоз с двумя бегунковыми осями, семью движущими осями в одной жёсткой раме и с двумя поддерживающими осями.
Методы записи для разных классификаций:
- Международная (UIC): 2G2
- Американская: 4-14-4
- Испанская и французская: 272
- Российская: 2-7-2
- Швейцарская: 7/11

## Примеры паровозов
В истории паровозостроения известен только один паровоз с семью движущими осями в одной раме — советский паровоз АА20-01 (АА — Андрей Андреев; 20 — нагрузка от движущих осей на рельсы, в тоннах). Данный паровоз был построен в 1934 году на Ворошиловградском паровозостроительном заводе в единственном экземпляре. В 1935 году паровоз сделал несколько опытных поездок, в ходе которых выяснилось его вредное воздействие на путь. В том же году паровоз был отстранён от поездной работы.